# ラジオファクシミリ

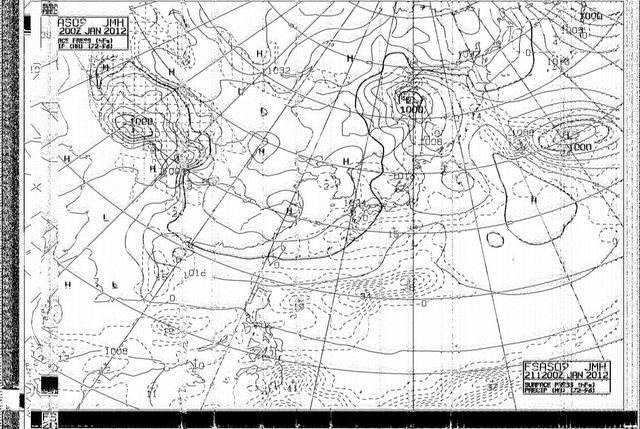
放送されている画像を受信した例（気象庁（コールサインJMH）の気象無線模写通報の気圧配置図）

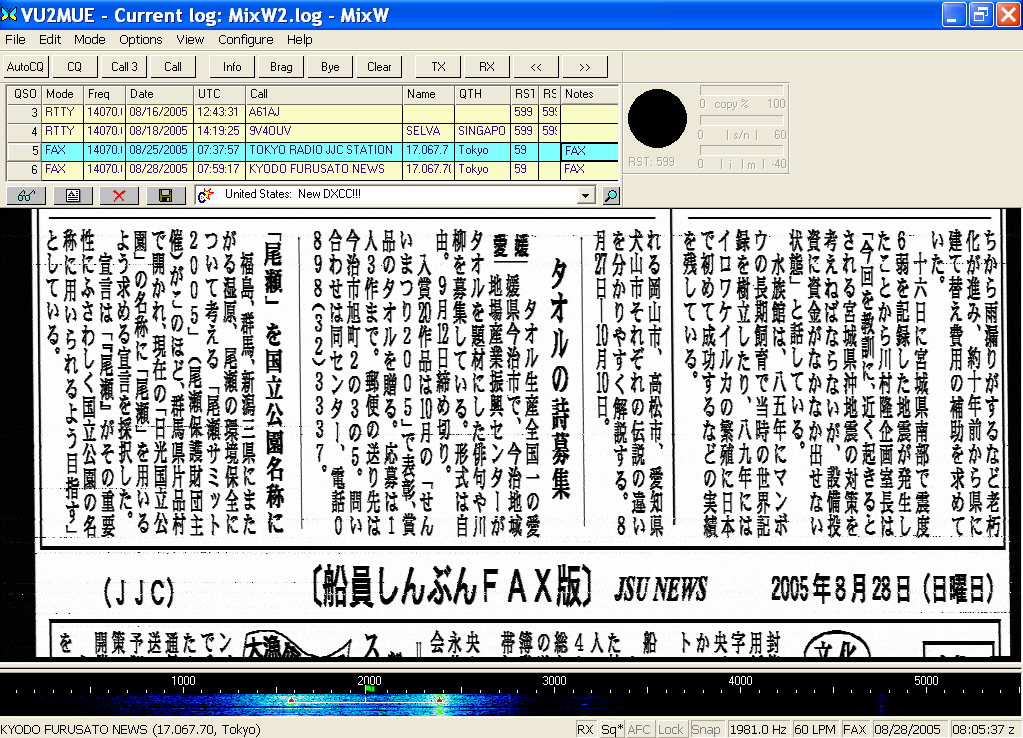
共同通信船舶ファクシミリ新聞電報局(コールサインJJC)が放送していた、全日本海員組合の組合紙「船員しんぶん FAX版」

ラジオファクシミリとは、無線で送られるFAXのこと。RFAXと表記されることもある。世界中で運用されており、送信に短波帯を用いたものが良く知られており、日本国内でも受信が可能である。画像配信の手段が充実するとともに運用の機会はかなり減少している。
現在国内では気象庁による主に船舶向けの高層天気図等の専門天気図の配信に利用され、また、共同通信社も、ファックス新聞「共同ニュース」を送信している。

## 歴史

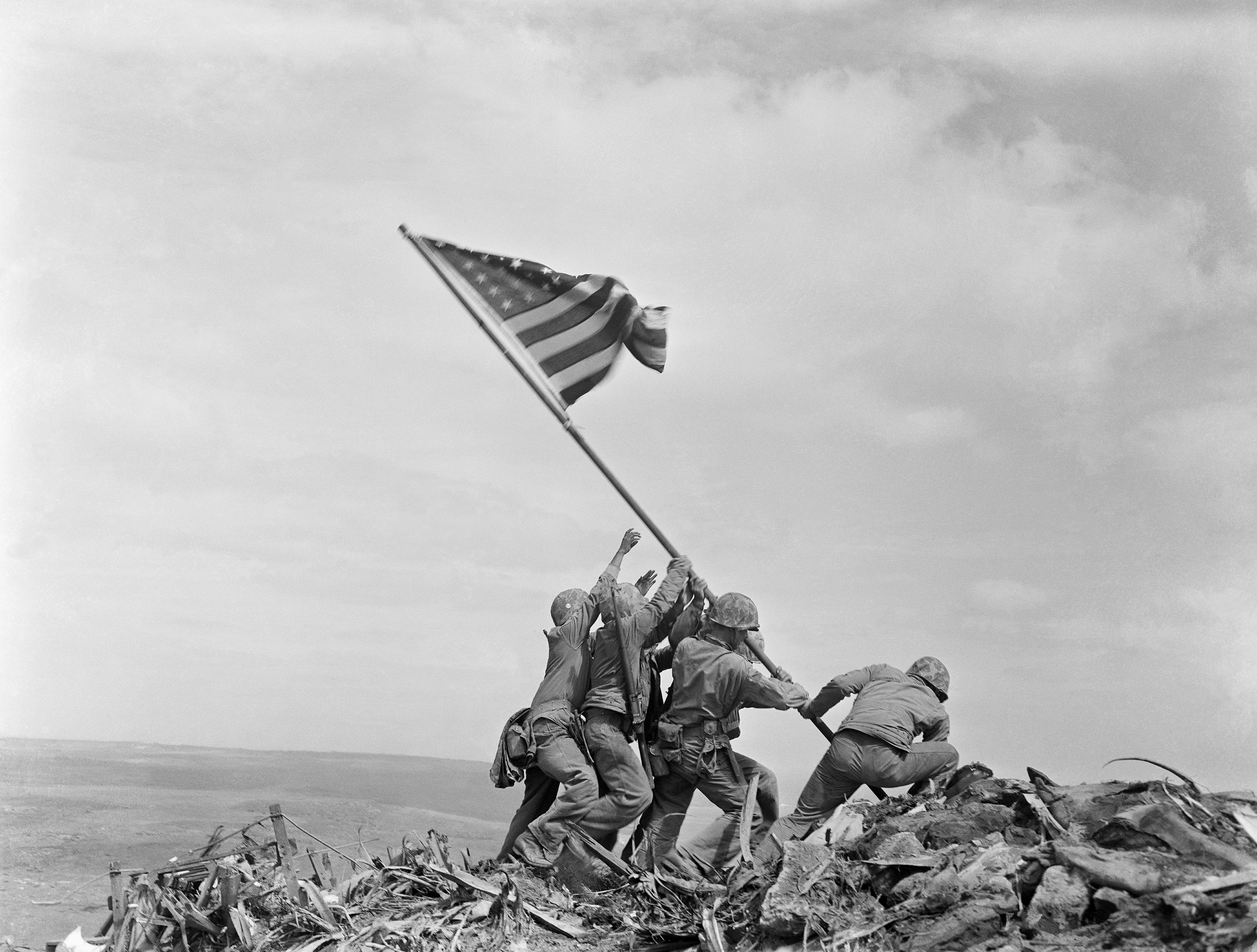
1945年2月23日に硫黄島から太平洋を越えて送信された有名なラジオファックス画像

1924年11月29日、RCAの科学者であるリチャード.H.レンジャーが開発した「フォトラジオ」というシステムを使用して、ニューヨーク市からロンドンに写真を送信した。それはカルビン・クーリッジ大統領の写真で、世界で初めての写真における大西洋横断無線送信であった。また、その年にAT＆Tのエンジニアであるハーバート.E.アイブスが最初のカラー写真を送信した。

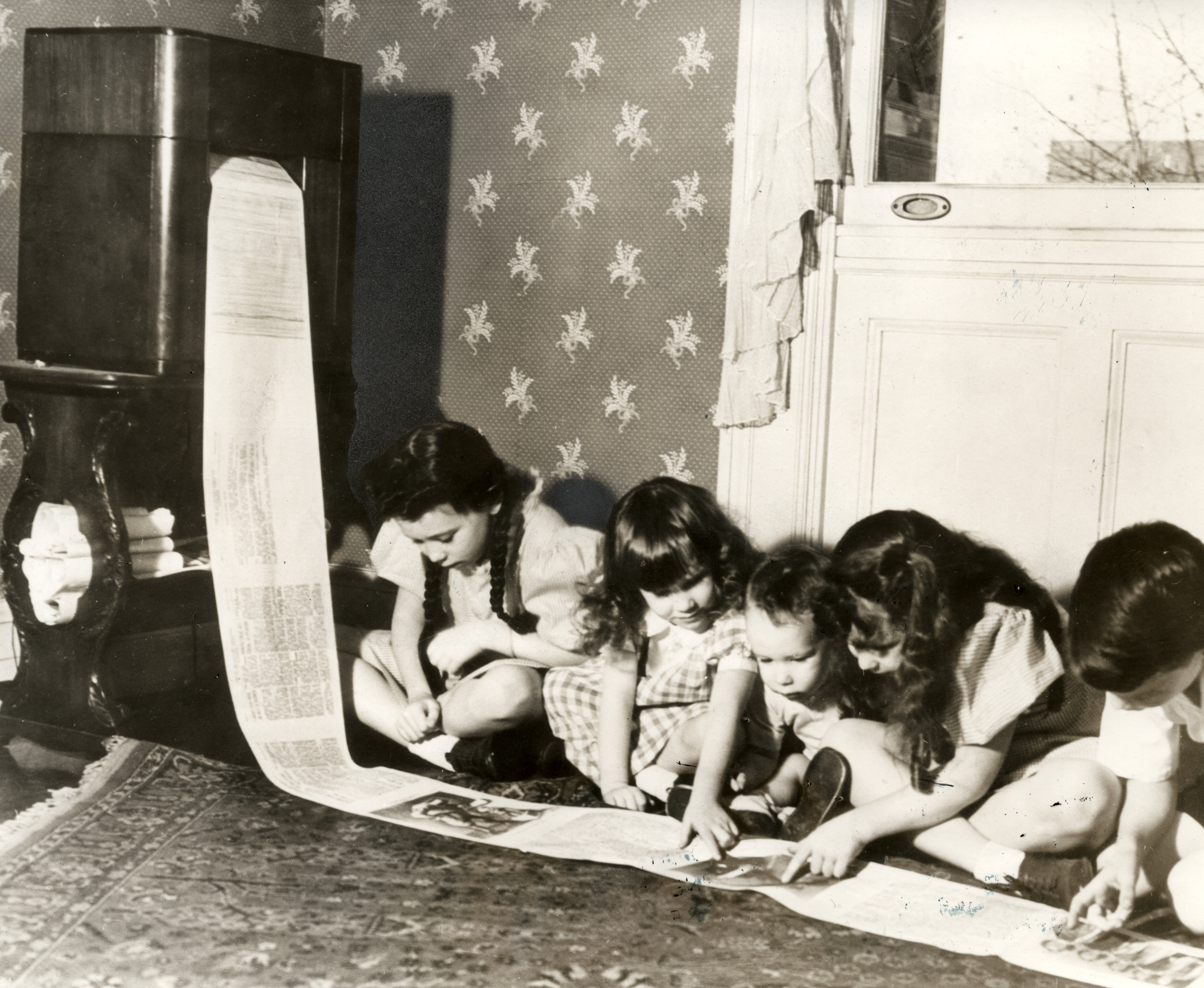
1938年、ラジオ新聞を読む子供たち

ウィリアム・フィンチが開発したフィンチファクシミリ（Finch Facsimile）システムが1930年代後半に導入され、「ラジオ新聞」を個人の家に送信するために使用された。このシステムは、フィンチの感熱紙プリンターを備えた通常の家庭用ラジオ受信機を使用しており、「ラジオ新聞」と呼ばれた新聞のラジオファクシミリは、アメリカの一部の民放AMラジオ局によって送信された
。
ただし、送信速度は遅く、12インチサイズの紙面を1ページ印刷するのに約20分、一晩で6時間かかっていた。朝食時間帯に間に合うように配信・印刷するため、ラジオ新聞の利用者は受信機にタイマーを設定した上で、通常のラジオ放送がない夜間にラジオ新聞用の電波を送信するAM局からの電波を受信する必要があった。
1940年代後半までに、ラジオファックス受信機は、ウエスタンユニオンの「テレカー」電報配信車両のダッシュボードの下に収まるよう、小型化された。

## 変調方法

### 周波数偏移変調
RTTYのように周波数偏移変調 (FSK) を利用して、画像を白黒の二段階に量子化したデジタル信号をそれぞれに対応した周波数を割り当てて送信する方式。原理上、中間調（グレー）が表現できないため、原稿の濃度を再現するためには網点を使うことで表現する。

### 周波数変調
FMラジオのように直接周波数変調を利用して、画像の濃淡の変化を周波数の変動に対応させて送信する方式。
連続的な濃淡の変化が再現できるため、写真のようなグラデーションが表現できる。占有周波数が大きく広がるため、フィルタ回路を使って周波数変動の上限、下限を設け、それを超える周波数は送信されないようにされる。濃淡の基準となる信号が含まれないため、受信側の同調がずれると白とびしたり、黒つぶれすることがある。

### 副搬送波周波数変調
SSTVのように振幅変調の副搬送波に原稿の濃淡信号を周波数の変化に変換した信号を入力して、送信する方式。SCFM変調方式。短波帯で用いられるラジオファクシミリでは、1500Hzを黒レベル、2300Hzを白レベルとし、黒レベルあるいは白レベルを同期信号に用い、走査線を1分間当り60あるいは120本（原稿用紙を円筒に巻きつけ、光電子増倍管で読み取っていた時代の名残で、通常単位をrpmとする回転数で表記する）送信するタイプが多い。A4サイズの原稿を電送する場合、120rpmで12分程度かかる。

### 自動画像送信フォーマット（APT）
APT(Automatic Picture Transmission )形式では、サービスの無人監視が可能である。これは、ほとんどの地上気象ファクシミリ局および静止気象衛星で採用されている。
- スタートトーンを受信するとシステムが起動する。もともとは、機械システムのドラムが回転速度を上げるのに十分な時間を与えることを目的としていた。これは、ビデオキャリアの急速な変調で構成され、特徴的なラスプのようなサウンドをもたらす。
- 周期的なパルスで構成される位相信号は、画像が崩れないように受信機を同期させる。
- オプションで黒が続くストップトーンは、送信の終了を示す。

| 信号             | 時速時間 | IOC576     | IOC288    | 説明                                |
| ---------------- | -------- | ---------- | --------- | ----------------------------------- |
| スタートトーン   | 5秒      | 300 Hz     | 675 Hz    | カラーファックスモードの場合は200Hz |
| フェージング信号 | 30秒     |            |           | 白いパルスによって中断された黒い線  |
| 画像データ       | 可変     | 1200ライン | 600ライン | 120lpm                              |
| ストップトーン   | 5秒      | 450 Hz     | 450 Hz    |                                     |
| 黒いライン       | 10秒     |            |           |                                     |